# Дом Ангер (Ратинген)
Дом Ангер (нем. Haus Anger) — рыцарское поместье, расположенное в районе Ангерталь ганзейского города Ратинген (земля Северный Рейн-Вестфалия); впервые упоминается в документах за 904 год — к 1461 году превратилось из замка в сельскохозяйственную усадьбу; является памятником архитектуры с 31 мая 1985 года.

## История и описание
Дом Ангер в Ратингене впервые упоминается как «angeron curtis» в документах 904 года. В 1148 году усадьба, названная «curtim que dicitur Angera», перешла во владение имперского Верденского аббатства, которое передало его своим слугам-вассалам. Неясно, была ли укреплённая усадьба разрушена после битвы при Веррингене в 1288 году — мирный договор между графом Берга Адольфом V и Кёльнским архиепископством запрещал последнему возводить укрепления в регионе. Во всяком случае, к 1461 года бывшая укреплённая резиденция стала обычной сельскохозяйственной усадьбой.
Сегодня дом Ангер состоит из основного каменного корпуса с шатровой крышей и окружающих сельскохозяйственных построек. Остатки когда то существовавшего рва, заполненного водой, трудно различимы. С 31 мая 1985 года комплекс зданий находится в списке памятников архитектуры города Ратинген. Обширная реконструкция была проведена в 2013 году — после многих лет отсутствия ремонта. Ансамбль и парк являются популярным местом отдыха горожан и туристов.